# Следда (король Ессексу)
Следда (*Sledda, Sledd, д/н —607) — король Ессексу в 587—604 роках.

## Життєпис
Следда вважається сином Есквіна. Середньовічні історики Вільям Мальмсберійський і Джон Вустерський вважають саме Следду засновником королівства Ессекс. Рік сходження на трон та обставини цього достеменно невідомі. Можливо це сталося у 568 або 571 році після вбивства батька знатним саксом Блекою. Следда повалив останнього, відновивши владу роду Есквінінгів. З огляду на це його можна розглядати як онука Есквіна.
З огляду на це у 571—587 роках був намісником Кент на землях східних саксів. Следда одружився з сестрою Етельберта, короля Кенту, після чого шурин довірив йому самостійно управляти Ессексом. В якості посагу міг отримати землі навколо Лондону. Тоді ж переніс столицю Ессексу до цього міста. Фактично з цього часу Ессекс постав як держава. Напевне зберігав союзницькі стосунки з Кентом, опікував більше зміцненням держави.
Помер Следда близько 604 року. Йому спадкував син Себерт.

## Родина
Дружина — Рікола, донька Ерменріка, короля Кенту
Діти:
- Себерт
- Сексбальд